# Ruth Roman
Ruth Roman, geboren als Norma Roman (Lynn, 22 december 1922- Laguna Beach, 9 september 1999), was een Amerikaans televisie- en filmactrice.

## Loopbaan
Roman werd geboren in Lynn, Massachusetts en was van Litouws-joodse afkomst. Nadat een waarzegster haar moeder zei dat Norma een ongelukkige naam was kreeg ze de naam Ruth. Ze verhuisde begin jaren veertig naar Hollywood en kreeg kleine rollen in films. 
Nadat ze steeds grotere rollen kreeg tekende ze een contract bij Warner Bros.. Na enkele bijrollen in films van Bette Davis en Milton Berle kreeg ze een hoofdrol in Barricade en Colt. 45. In 1951 speelde ze een hoofdrol in de Hitchcock-thriller Strangers on a Train. 
In 1959 won ze de Sarah Siddons Award voor haar werk in het theater van Chicago. Vanaf de jaren zestig verscheen ze ook regelmatig op televisie. 

## Privé-leven
Roman trouwde vier keer. Ze kreeg één zoon, Richard Roman Hall op 12 november 1952 met haar man Mortimer Hall. In 1956 overleefde ze de scheepsramp van de SS Andrea Doria, waarbij 46 mensen het leven lieten. Ze overleed in haar slaap op 9 september 1999. 